# Karl Eichwald
Karl Eduard von Eichwald ros. Эдуард Иванович Эйхвальд (ur. 4 lipca 1795 w Mitawie; zm. 10 listopada 1876 w Sankt Petersburgu) – lekarz, zoolog, przyrodnik, podróżnik.
Eichwald od 1814 do 1817 studiował w Berlinie. W 1819 doktoryzował się w Wilnie z medycyny. W Dorpacie w 1821 uzyskał habilitację. Był profesorem uniwersytetów w Dorpacie, Wilnie, Kazaniu i Petersburgu. Od 1823 kierował Katedrą Zoologii i Akuszerii w Kazaniu. W 1829 zatrudniony został na Uniwersytecie WIleńskim. W latach 40. przebywał w Petersburgu.
Wiele podróżując po Rosji oraz Włoszech, Szwajcarii, Estonii i Finlandii prowadził badania geologiczne i paleontologiczne. Ofiarował Muzeum Starożytności w Wilnie starożytne eksponaty: mumie krokodyli oraz terakotową figurkę.
Członek Wileńskiej Komisji Archeologicznej. W 1851 przeszedł na emeryturę.